# شودت
شهر شودت (به آلمانی: Schwedt) در ایالت برندنبورگ در کشور آلمان واقع شده‌است.